# 華度斯汀·堅斯舒夫
華度斯汀·普達洛·堅斯舒夫（1974年7月30日—），簡稱華度斯汀·堅斯舒夫，是一名保加利亞職業足球員，司職後衛或防守中場，現效力保加利亞足球甲級聯賽球會查洛摩利斯。

## 生平

### 球會
早年
堅斯舒夫生於布爾加斯，並於其家鄉球會查洛摩利斯和納弗特克斯展開其足球生涯。1997/98球季，堅斯舒夫轉投土耳其球會布爾薩，並以中場身份上陣。其後，堅斯舒夫重返保加利亞加盟列迪斯洛維治，並協助球會贏得了1998年和1999年保加利亞聯賽冠軍。
查爾頓
2000年夏天，堅斯舒夫加盟查爾頓。堅斯舒夫最初是打右閘，時任領隊阿倫·古比士利將他移至中場位置，堅斯舒夫成功透過中場這個位置建立自己在球會的地位。查爾頓在英超打滾了約7個賽季中，堅斯舒夫被形容為苦工型球員，在場上奔跑的公里總是在球員中名列前茅。然而，部分球迷認為堅斯舒夫偶爾失誤令球隊被對方進球。
2006年，阿倫·古比士利離開山谷球場後，堅斯舒夫正選上陣的機會開始變少。2007年1月，堅斯舒夫代表查爾頓上陣其最後一場後，被外借至列斯聯。堅斯舒夫抵達艾蘭路球場後，給予列斯聯很好的幫助，不過最終為時已晚，列斯聯黯然降落英甲。
李斯特城
2007年6月，堅斯舒夫自由轉會至李斯特城，並簽下了兩年合約。不久後，堅斯舒夫再次被外借至列斯聯，但是時任領隊丹尼斯·韋斯在2008年初離開列斯聯，使到其借用期完結。堅斯舒夫代表李斯特城合共上陣了七場。
2008/09球季上半段，堅斯舒夫獲新上任的領隊尼格尔·皮尔逊所留用，並充當同胞亞歷山大·坦喬夫的翻譯，兼且穿上了出身班士利的伊恩·賀美的7號球衣。2008年12月19日，堅斯舒夫的合同經雙方同意後終止，他僅僅上陣了一場。
白禮頓
在回國效力列迪斯洛維治一季後，2010年夏季堅斯舒夫重返英格蘭參加英甲球會白禮頓的季前試訓，表現出色，獲得一紙一年合約。期間協助球隊贏得聯賽冠軍及直接升班英冠資格，惟於球季結束後約滿未獲留用。堅斯舒夫返回老家加盟母會查洛摩利斯。

### 國家隊
堅斯舒夫是保加利亞的成員，並曾參與過1996年歐洲國家盃和1998年世界盃。
國際賽入球
| # | 日期         | 地點           | 對賽球隊   | 入球 | 賽果 | 競賽               |
| - | ------------ | -------------- | ---------- | ---- | ---- | ------------------ |
| 1 | 2009年9月5日 | 保加利亞索菲亞 | 蒙特內哥羅 | 1-1  | 4-1  | 2010年世界盃外圍賽 |

## 獎項
列迪斯洛維治
- 保加利亞足球甲級聯賽冠軍：1997/98年、1998/99年、2009/10年；
- 保加利亞盃冠軍：2009年；

白禮頓
- 英格蘭甲級聯賽冠軍：2010/11年；

## 外部連結
- 足球数据库：華度斯汀·堅斯舒夫的球员统计数据